# Prix Marcello-Mastroianni

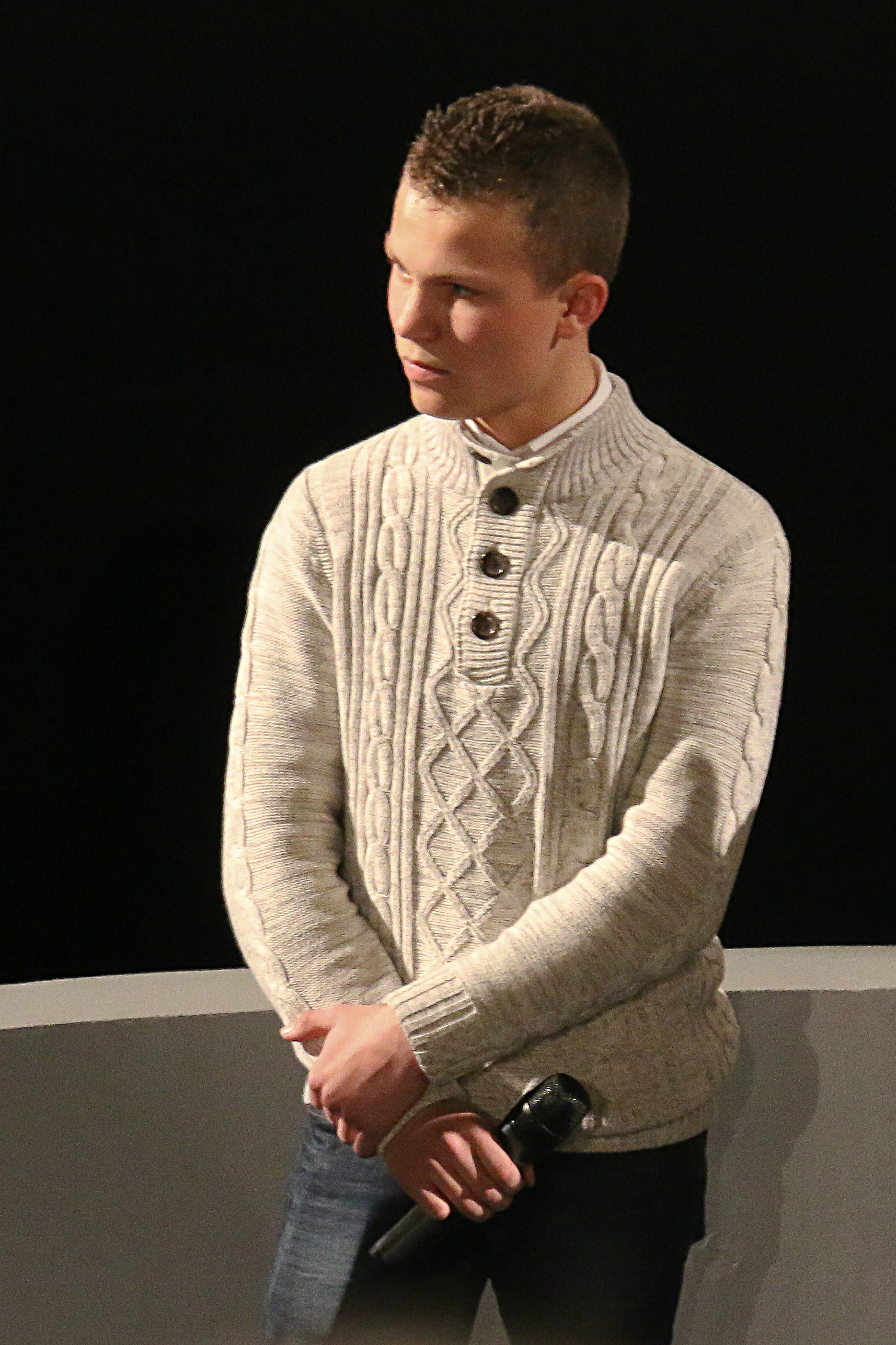
Romain Paul, lauréat 2014

Le prix Marcello-Mastroianni (Premio Marcello-Mastroianni) est une récompense remise  depuis 1998 lors de la Mostra de Venise récompensant un acteur ou une actrice débutant. On peut l'assimiler à une « Coupe Volpi du meilleur espoir ».
Le nom du prix est un hommage à l'acteur italien Marcello Mastroianni, décédé en 1996.

## Palmarès

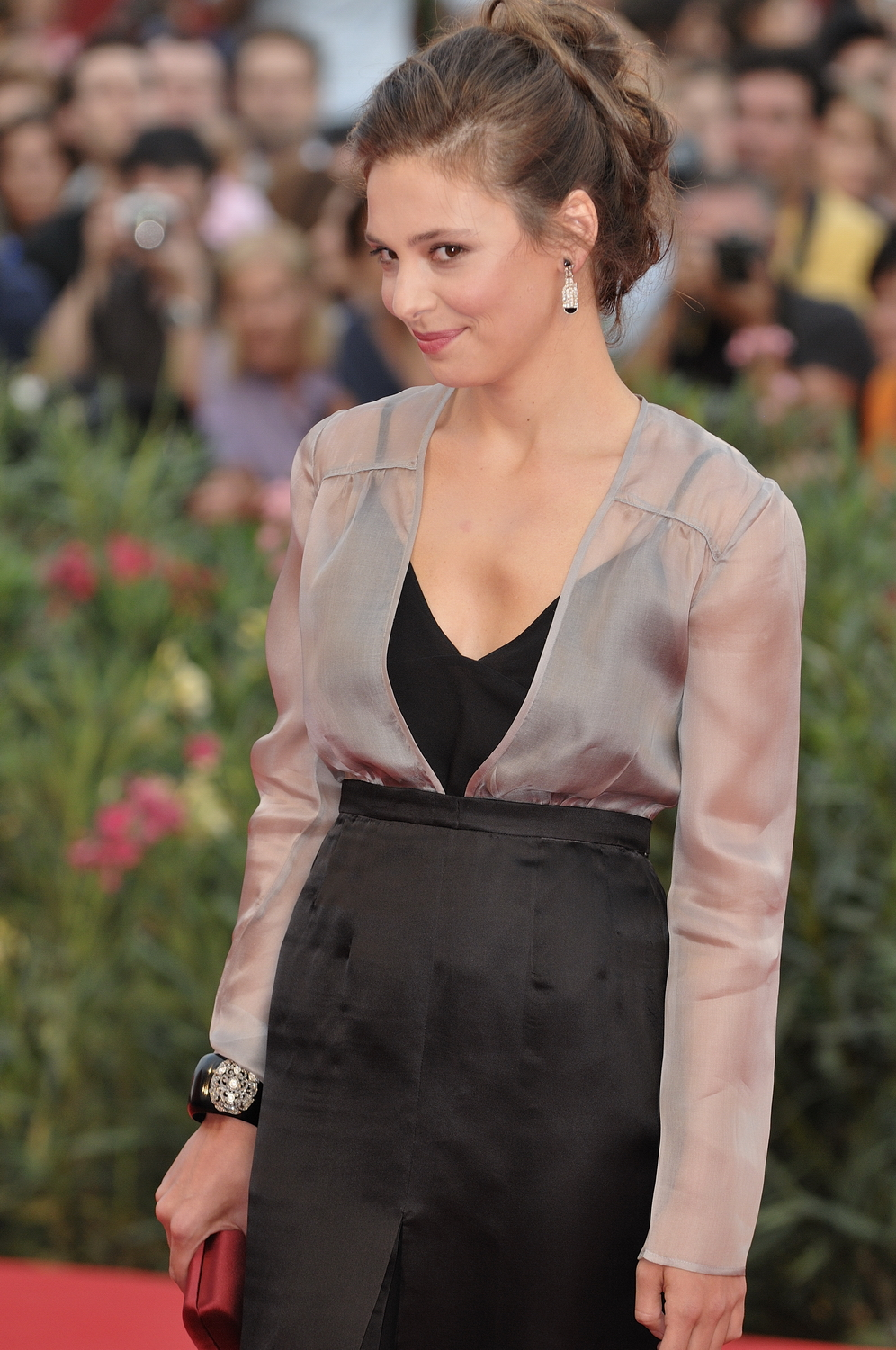
Jasmine Trinca, lauréate 2009

- 1998 : Niccolò Senni (it) pour le rôle de Siddharta dans L'Arbre aux seringues (L'albero delle pere) de Francesca Archibugi
- 1999 : Nina Proll pour le rôle de Jasmin Schmid dans Banlieue nord (Nordrand) de Barbara Albert
- 2000 : Megan Burns pour le rôle de Teresa dans Liam de Stephen Frears
- 2001 : Gael García Bernal et Diego Luna pour les rôles de Julio Zapata et Tenoch Iturbide dans Y tu mamá también d'Alfonso Cuarón
- 2002 : Moon So-ri pour le rôle de Han Gong-ju dans Oasis de Lee Chang-dong
- 2003 : Najat Benssallem pour le rôle de Raja dans Raja de Jacques Doillon
- 2004 : Marco Luisi et Tommaso Ramenghi (it) pour les rôles de Pelo et Sgualo dans Lavorare con lentezza (en) de Guido Chiesa (en)
- 2005 : Ménothy Cesar pour le rôle de Legba dans Vers le sud de Laurent Cantet
- 2006 : Isild Le Besco pour le rôle de Jeanne dans L'Intouchable de Benoît Jacquot
- 2007 : Hafsia Herzi pour le rôle de Rym dans La Graine et le Mulet d'Abdellatif Kechiche
- 2008 : Jennifer Lawrence pour le rôle de Mariana dans Loin de la terre brûlée (The Burning Plain) de Guillermo Arriaga
- 2009 : Jasmine Trinca pour le rôle de Laura dans Le Rêve italien (Il grande sogno) de Michele Placido
- 2010 : Mila Kunis pour le rôle de Lily dans Black Swan de Darren Aronofsky
- 2011 : Shōta Sometani et Fumi Nikaidō pour les rôles de Yuichi Sumida et Keiko Chazawa dans Himizu de Sion Sono
- 2012 : Fabrizio Falco pour les rôles de Tancredi Ciarlo dans Mon père va me tuer (È stato il figlio) de Daniele Ciprì, et de Pipino dans La Belle Endormie de Marco Bellocchio
- 2013 : Tye Sheridan pour le rôle de Gary Jones dans Joe de David Gordon Green
- 2014 : Romain Paul pour le rôle de Victor dans Le Dernier Coup de marteau d'Alix Delaporte
- 2015 : Abraham Attah pour le rôle d'Agu dans Beasts of No Nation de Cary Joji Fukunaga
- 2016 : Paula Beer pour le rôle d'Anna dans Frantz de François Ozon
- 2017 : Charlie Plummer pour le rôle de Charley Thompson dans La Route sauvage (Lean on Pete) de Andrew Haigh
- 2018 : Baykali Ganambarr (en) pour le rôle de Billy dans The Nightingale de Jennifer Kent
- 2019 : Toby Wallace pour le rôle de Moses Milla de Shannon Murphy
- 2020 : Rouhollah Zamani (en) pour le rôle d'Ali Les Enfants du soleil de Majid Majidi
- 2021 : Filippo Scotti pour le rôle de Fabietto Schisa dans La Main de Dieu de Paolo Sorrentino
- 2022 : Taylor Russell pour le rôle de Maren Yearly dans Bones and All de Luca Guadagnino
- 2023 : Seydou Barr pour le rôle de Seydou dans Moi, capitaine de Matteo Garrone
- 2024 : Paul Kircher pour le rôle d'Anthony dans Leurs enfants après eux de Zoran et Ludovic Boukherma